# Matthieu Penchinat
 (mai 2013).
Si vous disposez d'ouvrages ou d'articles de référence ou si vous connaissez des sites web de qualité traitant du thème abordé ici, merci de compléter l'article en donnant les références utiles à sa vérifiabilité et en les liant à la section « Notes et références ».
Pour les articles homonymes, voir Penchinat.
Matthieu Penchinat, né le 21 octobre 1982 à Nîmes, est un comédien, clown, humoriste et metteur en scène français.

## Biographie
Matthieu Penchinat prend pour la première fois quelques cours de théâtre à l'école primaire. Il obtient son diplôme au lycée Alphonse-Daudet à Nîmes en 2000.
En 2003[Quand ?], ayant été retenu pour intégrer l'IUP Mathématique Informatique de Montpellier, Matthieu Penchinat s'installe alors dans cette ville de l'Hérault.
C'est à Montpellier qu'il découvre réellement le théâtre par le biais de l'improvisation théâtrale au TAUST (Théâtre Amateur à l'Université des Sciences et Techniques).
En 2007, Matthieu Penchinat est accepté à l'École Nationale Supérieure d'Art Dramatique de Montpellier (en section professionnelle, et sous la direction d'Ariel Garcia Valdes). Il y suit 3 ans de formation, période durant laquelle il travaille avec de grands metteurs en scène contemporains : Richard Mitou, Richard Brunel, Bruno Geslain, Marion Guerrero, Mathieu Roy, André Wilms, Georges Lavaudant.
Au sortir du conservatoire, il lance sa compagnie Auguste Singe et propose différents spectacles dans le paysage culturel montpelliérain. Il crée également avec cette compagnie d'autres spectacles, dont George Dandin qui sera repris en février et mars 2013 au théâtre du Lucernaire, à Paris.
En 2009, Matthieu Penchinat fait ses premiers débuts au cinéma et joue dans Bellamy, de Claude Chabrol. Ceci lui apporte une première expérience d'un plateau de tournage, et lui permet d'observer de près le travail de Claude Chabrol, Gérard Depardieu...
En 2013, il quitte Montpellier pour Paris, et intègre la compagnie DCA de Philippe Decouflé. Cependant, il continue de travailler également avec sa compagnie. Il entame alors une tournée du spectacle PANORAMA (mise en scène de Philippe Decouflé). La même année, il se fait connaître du grand public grâce à sa participation régulière à la télévision française dans l'émission nationale On n'demande qu'à en rire en faisant huit passages et un prime time, et dix mois après, en avril 2014, il est de retour à la télévision dans la même émission en passant trois passages de plus, il totalise onze passages et un prime time en un an.
En 2015, il crée son premier seul en scène humoristique « Tout seul. Comme un grand. » dans lequel il aborde le sujet de la mort de son père. Le spectacle le révèle dans le milieu de l'humour, à l'été 2016, grâce au festival d'Avignon OFF.

## Théâtre

### En tant que metteur en scène
- 2013 : Don Quichotte d'après Cervantès
- 2011 : Georges Dandin de Molière

### En tant que comédien
- 2019 : Qui fuis-je ? (seul en scène), mis en scène par Gil Lefeuvre
- 2018 - 2019 : Fourberies (d'après les Fourberies de Scapin de Molière) mis en scène par Anthony Lefoll
- 2015 - 2018 : Tout seul. Comme un grand. (seul en scène)
- 2016 : Contact de Philippe Decouflé
- 2015 - 2016 : #JAHM de Pascale Daniel Lacombe
- 2010 - 2014 : M. de Pourceaugnac de Sebastien Lagord
- 2012 - 2014 : Panorama de Philippe Decouflé
- 2009 - 2010 : Paysage(s) de fantaisie de Bruno Geslin

### En tant que clown
- 2014 - 2015 : Jean Paul, né clown de Matthieu Penchinat
- 2012 - 2014 : le cabaret de rien de Matthieu Penchinat
- 2011 : L'appel du désert, de Olivier Labiche

## Filmographie
- 2017-2018 : Candice Renoir, saison 5 : Paul Périer, le psychologue de permanence à l'hôtel de police.
- 2015 : La Promesse du feu de Christian Faure
- 2013 : Enfin, la fin  de Benoît Delépine
- 2009 : Bellamy de Claude Chabrol - Jojo
- 2025 : Nouvelle Vague de Richard Linklater - Raoul Coutard

## Radio
- 2017 : C'est midi, c'est Rovelli, Europe 1, animé par Willy Rovelli
- 2017 : Ca pique mais c'est bon !, Europe 1, animé par Anne Roumanoff
- 2013 : Humour Plus, Radio Plus

## Émissions de télévision
- 2013 : JT, TV SUD
- 2013 - 2014 : On n'demande qu'à en rire, France 2

## On n'demande qu'à en rire
Le 23 avril 2013, il manque une place pour le deuxième prime de la troisième saison d'On n'demande qu'à en rire, et Matthieu Penchinat, après avoir fait 5 passages seulement dans l'émission, participe au prime ; cependant, bien que les notes du jury seul l'aient placé en 8e position, la prise en compte des notes des téléspectateurs l'a fait terminer 10e.
Son record personnel est de 86/100.
| 1       | Les Rois Mages                                                                               | 21 janvier 2013 | 76                                         |
| 2       | Je vis dans 5 m2                                                                             | 14 février 2013 | 77                                         |
| 3       | L'ours polaire est en danger                                                                 | 19 février 2013 | 86                                         |
| 4       | La cuillère-fourchette envahit New-York (participation d'Artus et Sylvère Santin)            | 12 mars 2013    | 77                                         |
| 5       | Un tennisman énerve son adversaire (participation de Édouard Bonnet)                         | 2 avril 2013    | 72                                         |
| Prime 5 | Bientôt les fêtes Jeanne d'Arc (participation des Décaféinés)                                | 23 avril 2013   | 143/200 (Jury : 68 - Téléspectateurs : 75) |
| 6       | 25 % des français décèdent à domicile                                                        | 30 avril 2013   | 63                                         |
| 7       | Un chef d'orchestre qui se fait respecter (participation de Ahmed Sylla)                     | 14 juin 2013    | 68                                         |
| 8       | Un astronaute répare une fuite dans l'espace (participation en voix-off de Guillaume Sentou) | 26 juin 2013    | 75                                         |

| 9  | Le burn-out : nouveau mal professionnel du siècle | 16 avril 2014 | 75 |
| 10 | Tout pour réussir une garde alternée              | 25 avril 2014 | 79 |
| 11 | Un discours d'adieu                               | 28 avril 2014 | 77 |